# Mercè Macip i Gich
Mercè Macip i Gich   (Barcelona, 1920 - Tarragona, abril 2017) fou una bibliotecària catalana. Exercí també com a traductora, correctora de textos, poetessa i pintora aquarel·lista. Filla de l'enginyer industrial Enric Macip i Sas i neboda per part de mare del periodista Josep Maria Gich i Pi (1888-1957). L'any 1946, al monestir de Santa Maria de Poblet va casar-se amb Joan Gavaldà.
El juny de 1937, en plena Guerra Civil, es presentà a l'examen d'ingrés a l'Escola de Bibliotecàries. Hi cursa el primer curs els anys 1937-38; el segon entre els anys 1938 i 1939. Fins que l'Escola ha de tancar. Passada la Guerra Civil, la Mercè fa les pràctiques obligatòries a la Biblioteca Popular de la Diputació de Barcelona a Granollers. No és, però, fins als anys setanta del segle xx, quan comença a exercir de bibliotecària. Primer, en la biblioteca particular del metge barceloní Jeroni de Moragues. Posteriorment, desenvolupà l'ordenació i la classificació de l'arxiu fotogràfic dels diaris franquistes La Prensa i Solidaridad Nacional. Més tard, fou directora de la Biblioteca Popular del Vendrell. Finalment, del 1973 al 1983 exercí com a bibliotecària a la Universitat Rovira i Virgili, llavors encara com una divisió de la Universitat de Barcelona.
Ha tingut experiència com a correctora i traductora de textos, tant per a la mateixa universitat com sobretot per a Òmnium Cultural, on exercí entre 1979 i 1991. També ha tingut experiència com aquarel·lista, amb la participació en diferents exposicions, tant col·lectives com individuals. L'any 1978 cursà estudis a l'escola d'art Agrupació d'Aquarel·listes de Catalunya, a Barcelona.

## Llibres publicats
Entre d'altres, essent autora o fent diferents tasques, ha publicat els següents llibres: 
- Cantaré l'esperança, de Miquel Bertran i Quera (Barcelona: Claret, 1990), on feu de correctora de textos.
- Petits poemes. Tarragona: Arola, 2011. ISBN 9788415248279